# Sven B. Ek
Sven Birger Ek, född 10 juni 1931 i Lund, död 20 maj 2016 i Göteborg, var en svensk etnolog.
Sven Ek föddes i Lund och studerade vid Lunds universitet, där han 1957 blev fil.lic. och 1963 docent i etnologi. 1968 blev han kulturchef i Landskrona kommun. Åren 1980–1996 innehade han professuren i etnologi vid Göteborgs universitet.
Ek var ledamot av Kungliga Vetenskaps- och Vitterhetssamhället i Göteborg och av Kungliga Gustav Adolfs Akademien för svensk folkkultur.

### Tryckt litteratur
- Ek, Sven B. i Vem är det 1997